# Zarzuela Maristas
El Zarzuela Maristas UEMC es un equipo de baloncesto español de la ciudad de Valladolid (Castilla y León, España). Es el primer equipo del Maristas C.B., club altamente vinculado con el Club Baloncesto Valladolid. Actualmente milita en la 1ª División Masculina de Castilla y León.
En el club se han formado jugadores como Gustavo de Teresa, Fernando San Emeterio, Sergio de la Fuente o Ivan Martínez